# Arcot
Arcot (Tamil: ஆற்காடு, Āṟkāṭu) is een kleine stad in de zuidelijke Indiase deelstaat Tamil Nadu. De stad is gelegen op de zuidoever van de Palar en valt bestuurlijk gezien onder het district Ranipet. Gedurende de achttiende eeuw was het de hoofdstad van de nawab van Arcot en het toneel van verschillende conflicten tussen de nawab, de Maratha's, de Fransen en de Britten. Tegenwoordig ligt Arcot op de doorgaande weg van Chennai naar Bangalore en de stad telde in 2011 55.955 inwoners.